# صخور العصر
كتاب صخور العصر: العلم والدين في الحياة يتحدث هذا الكتاب عن العلاقة بين الدين والعلم وتمت كتابته من قبل عالم الحفريات ستيفن جاي غولد لأكثر من 20 عامًا أنتج ستيفن عدد كبير من المقالات المحفزة والمكتوبة جيدًا ومجموعة من المقالات والكتب حول التاريخ الطبيعي وقد أسس منذ فنرة طويلة مكانه كأحد أفضل كتَاب العلوم الطبيعية على الإطلاق ولقد قام بقدر ماقام به أي شخص ليكتب عن مفاهيم صعبة غالبًا ما يساء فهمها مثل التطور والانتقاء الطبيعي واضحة ومتاحة وممتعة للقارئ.

## الوصف
من خلال هذا الكتاب يلقي غولد الضوء بوضوح على المعضلة التي شغلت بال المفكرين منذ عصر النهضة وهي الخلاف بين العلم والدين بدلًا من اختيارهم يسأل غولد لماذا لايختارون جائزة ذهبية تمنح التميز لكل مجال منهما ؟ ويتحدث أيضًا عن الصراع بين العلماء الملحدين والمتدينين الذين يرفضون النظريات العلمية عندما تتناقض مع الدين حول مايخص نشأت الحياة على الأرض ووصف العلم والدين على أنهما منفصلان ولكل منهما تفسير مختلف حول الإنسان حيث قام العلم بتفسير وإعطاء شروحات حول الطبيعة بينما فسر الدين الجانب الأخلاقي والروحاني فإذا كانا منفصلين فعندئذ فقط وبرأي جولد فإنهما لايتعارضان وأطلق على ذلك اسم NON-OVERLAPPING MAGISTERIA أو NOMA